# Thamniella porotrichoides
Thamniella porotrichoides là một loài Rêu trong họ Lembophyllaceae. Loài này được Besch. mô tả khoa học đầu tiên năm 1873.